# Боцвана на Летњим олимпијским играма 2024.
Боцвана је учествовала на Летњим олимпијским играма 2024. у Паризу од 26. јула до 11. августа 2024. године. То је било укупно дванаесто учешће боцванских спортиста на ЛОИ.
Олимпијски комитет Боцване именовао је Оредитсе Маракагоро за шефа мисије нације за Париз 2024.
Летсиле Тебого је освојио прву олимпијску златну медаљу у историји Боцване након што је победио у трци на 200 метара, поставши и први Африканац који је освојио ту титулу.

## Освајачи медаља
| Медаља | Име                                                          | Спорт    | Дисциплина                         | Дан        |
| ------ | ------------------------------------------------------------ | -------- | ---------------------------------- | ---------- |
| Злато  | Летсиле Тебого                                               | Атлетика | 200 метара за мушкарце             | 8. август  |
| Сребро | Бусанг Кебинатшипи Бајапо Ндори Антони Песела Летсиле Тебого | Атлетика | Штафета 4 × 400 метара за мушкарце | 10. август |

| Медаље по спорту | Медаље по спорту | Медаље по спорту | Медаље по спорту | Медаље по спорту |
| ---------------- | ---------------- | ---------------- | ---------------- | ---------------- |
| Спорт            |                  | 2                | 3                | Total            |
| Атлетика         | 1                | 1                | 0                | 2                |
| Укупно           | 1                | 1                | 0                | 2                |

| Медаље по полу | Медаље по полу | Медаље по полу | Медаље по полу | Медаље по полу |
| -------------- | -------------- | -------------- | -------------- | -------------- |
| Полу           |                | 2              | 3              | Total          |
| Мушкарци       | 1              | 1              | 0              | 2              |
| Жене           | 0              | 0              | 0              | 0              |
| Помешано       | 0              | 0              | 0              | 0              |
| Укупно         | 1              | 1              | 0              | 2              |

| Медаље по датуму | Медаље по датуму | Медаље по датуму | Медаље по датуму | Медаље по датуму | Медаље по датуму |
| ---------------- | ---------------- | ---------------- | ---------------- | ---------------- | ---------------- |
| Датум            |                  | 2                | 3                | Total            |                  |
| 8. август        | 1                | 0                | 0                | 1                |                  |
| 10. август       | 0                | 1                | 0                | 1                |                  |
| Укупно           | 1                | 1                | 0                | 2                |                  |

## Учесници по спортовима
Следи списак броја такмичара на Играма.
| Спорт    | Мушкарци | Жене | Укупно |
| -------- | -------- | ---- | ------ |
| Атлетика | 9        | 1    | 10     |
| Пливање  | 1        | 1    | 2      |
| Укупно   | 10       | 2    | 12     |